# Гениоглосни мишић
Гениоглосни мишић (лат. musculus genioglossus) је парни мишић језика, и то највећи и најснажнији мишић спољашње језичне мускулатуре. Он се пружа од брадне бодње доње вилице до тела подјезичне кости, а осим тога његова влакна се лепезасто шире и причвршћују и на фиброзном скелету језика. Гениоглосни мишић је у односима са језичном преградом (која га одваја од истоименог мишића супротне стране) и гениохиоидним мишићим (који се налази на поду усне дупље).
Мишић се припаја на горњим квржицама брадне бодње (лат. spina mentalis) мандибуле, на дубокој страни језичне апонеурозе, језичној прегради и на телу хиоидне кости.
Инервисан је од стране подјезичног живца, а има неколико сложених функција. При обостраној контракцији долази до спљоштавања језика и његовог повлачења према поду усне дупље. Изолованим дејством предњих влакана долази до увлачења језика, дејтвом средњих влакана долази до његовог истурања ван уста, а задња влакна подижу подјезичну кост током говора и гутања.
У случају једностане парализе хипоглосног живца, приликом истурања језика он скреће на страну одузетог нерва због контракције гениоглосног мишића здраве стране.